# Finlands herrlandslag i ishockey
Finlands herrlandslag i ishockey, smeknamn: Finlands lejon (finska: Suomen Leijonat), representerar Finland i ishockey för herrar. Laget spelade sin första match den 30 januari 1928 i Helsingfors, och förlorade med 1-9 mot Sverige. Finland deltog i VM första gången 1939.
Fram till slutet av 1980-talet tillhörde Finland mittenlagen i A-VM och från 1970-talet och framåt ansåg många att Finland mest brydde sig om att vinna mot Sverige. Därefter har landslaget dock spelat betydligt bättre och vunnit flera mästerskapsmedaljer, med VM-gulden 1995 i Sverige, 2011 i Slovakien och 2019 också i Slovakien, 2022 i Tammerfors, samt det olympiska guldet 2022. 
Finland vann sitt första världsmästerskap år 1995, då laget besegrade Sverige med 4-1 vid finalen i Globen i Stockholm. Landslagets huvudtränare var svensken Curre Lindström.
Vid VM år 2011 vann Finland över motståndarlaget Sverige med 6-1. Då steg Finland samtidigt från femte till andra i IIHF:s World Ranking, vilket betyder att man år 2011 rankades som världens näst bästa lag efter Ryssland och före Sverige. Landslagets huvudtränare var Jukka Jalonen, han blev därmed den första finländska tränaren som förde laget till VM-guld. 
Vid 2019 års världsmästerskap i Slovakien vann Finland turneringen genom att slå Kanada i finalen med 3–1. Landslagets huvudtränare var även denna gång Jukka Jalonen.
I Peking 2022 vann Finland sitt första olympiska guld, då man besegrade det ryska laget med 2–1 i finalmatchen. I maj samma år vann Finland även Världsmästerskapet, som denna gång spelades i Finland.
Efter att ha åkt ut i kvartsfinal tre år i rad, i samband med världsmästerskapet år 2025, rasade de ner till 7:e plats på världsrankningen, vilket är deras sämsta placering någonsin.

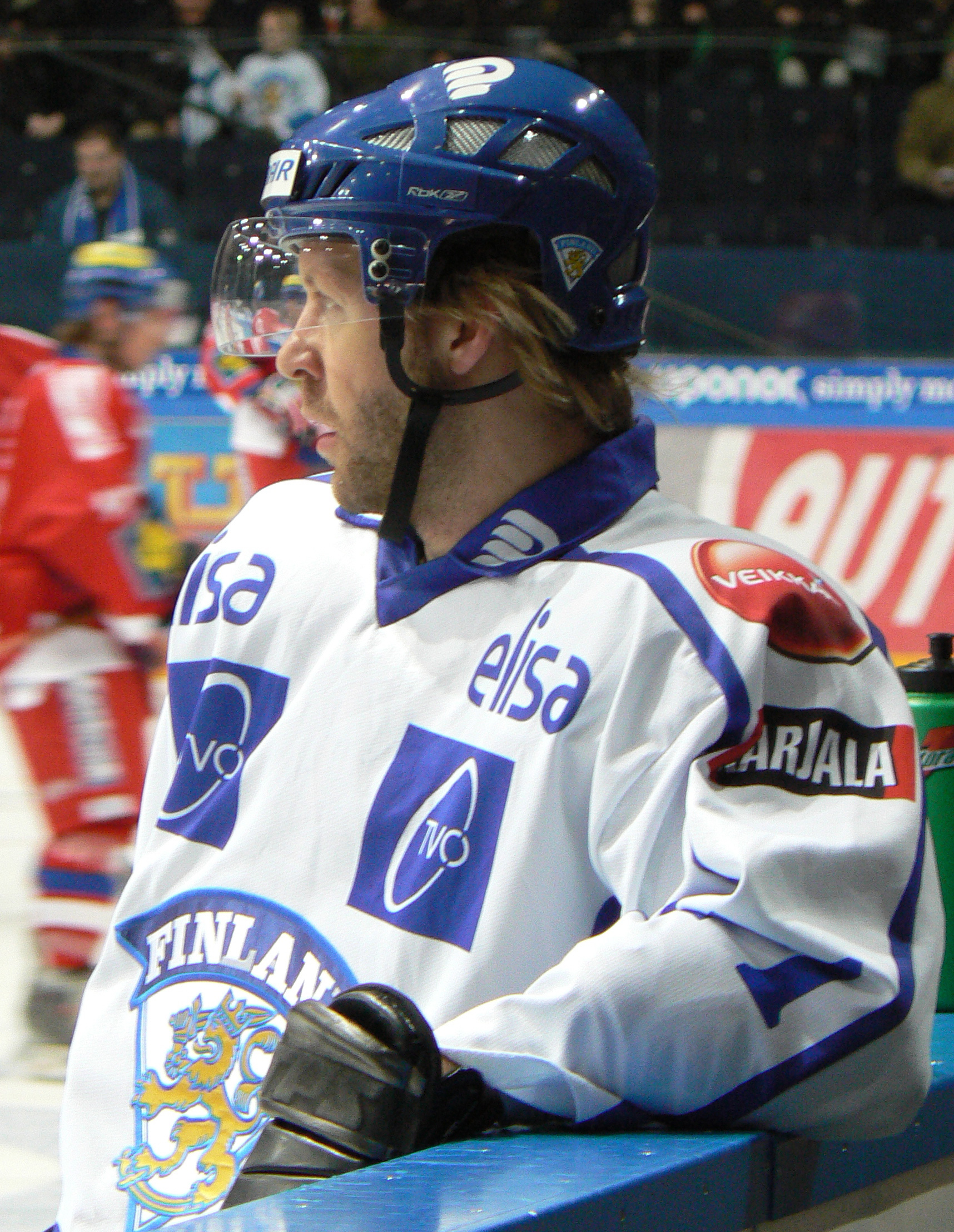
Tomi Kallio

## Uniformer

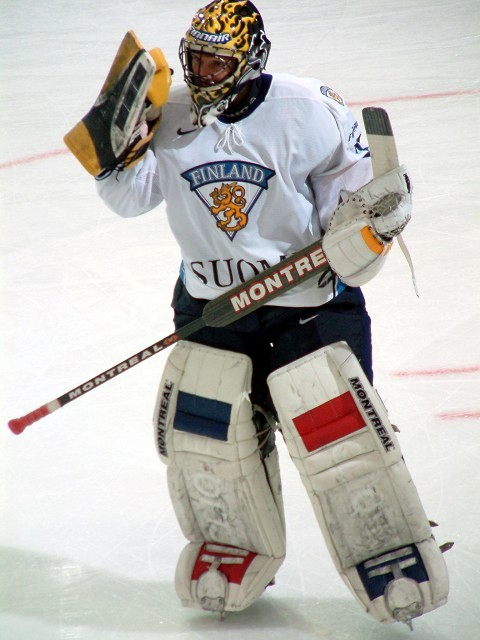
Niklas Bäckström under Världsmästerskapet i ishockey för herrar 2005

## Profiler
- Olli Jokinen
- Miikka Kiprusoff
- Saku Koivu
- Jere Lehtinen
- Kari Lehtonen
- Janne Niinimaa
- Teppo Numminen
- Pasi Nurminen
- Teemu Selänne
- Kimmo Timonen
- Antero Niittymäki
- Ville Peltonen
- Jari Kurri
- Jarkko Ruutu
- Ari Sulander
- Jussi Jokinen
- Leo Komarov
- Jarmo Myllys
- Esa Tikkanen
- Reijo Ruotsalainen
- Raimo Helminen
- Mikko Koivu
- Mikael Granlund
- Tuomo Ruutu
- Jarkko Immonen
- Sepastian Aho
- Patrik Laine
- Mikko Koskinen
- Marko Anttila

## Förbundskaptener
- Erkki Saarinen 1939–1941
- Risto Lindroos 1945–1946 och 1950–1954
- Henry Kvist 1946–1949
- Aarne Honkavaara 1954–1959
- Joe Wirkkunen 1959–1960 och 1961–1966
- Derek Holmes 1960–1961
- Gustav Bubník 1966–1969
- Seppo Liitsola 1969–1972 och 1974–1976
- Len Lunde 1972–1973
- Kalevi Numminen 1973–1974 och 1977–1982
- Lasse Heikkilä 1976–1977
- Alpo Suhonen 1982–1986
- Rauno Korpi 1986–1987
- Pentti Matikainen 1987–1993
- Curt Lindström 1993–1997
- Hannu Aravirta 1998–2003
- Raimo Summanen 2003–2005
- Erkka Westerlund 2005–2007
- Doug Shedden 2007–2008
- Jukka Jalonen 2008–2013
- Erkka Westerlund 2013–2014
- Kari Jalonen 2014–2016
- Lauri Marjamäki 2016–2018
- Jukka Jalonen 2018–2024
- Antti Pennanen 2024-

## Olympiska resultatgenom tiderna

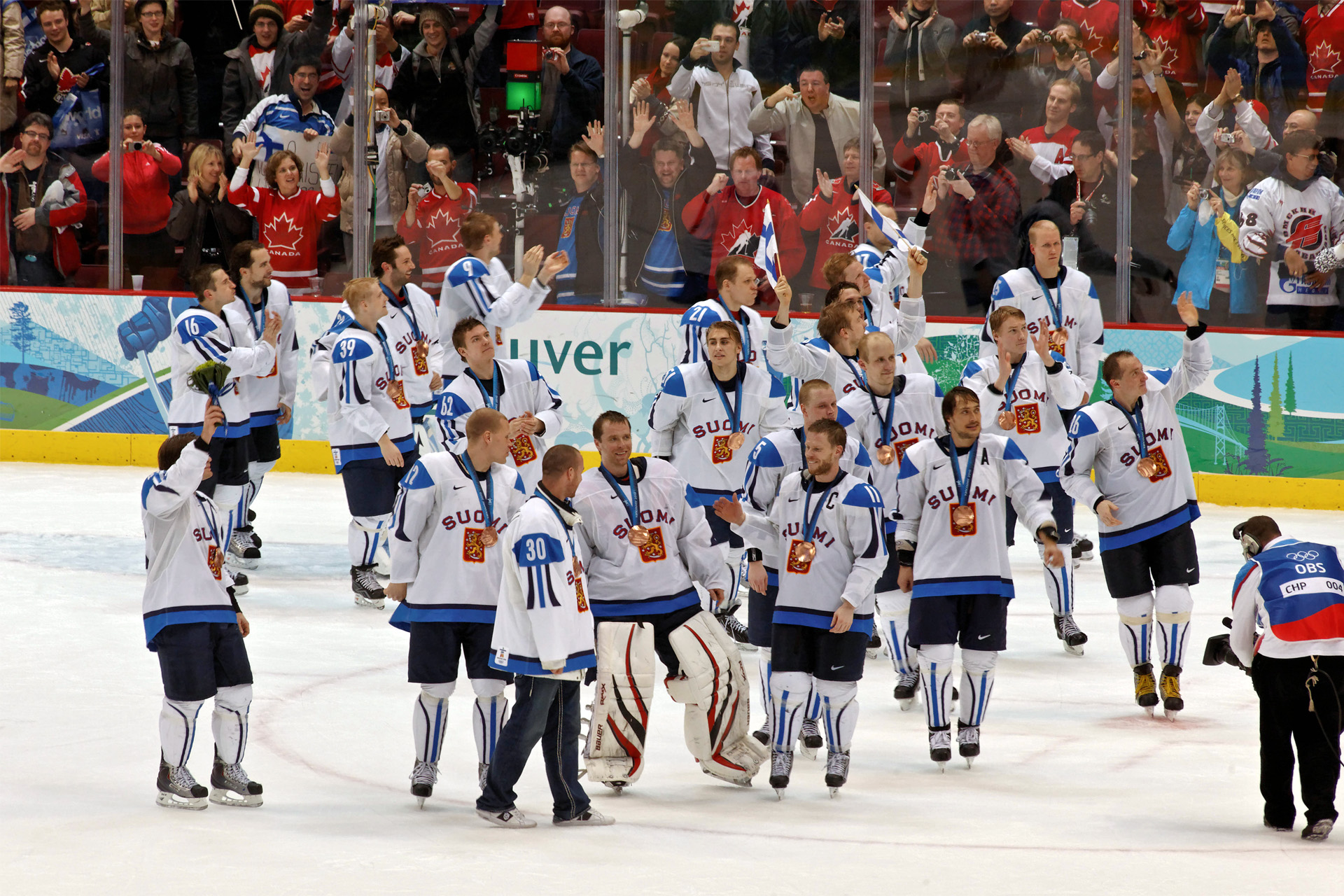
Finland firar OS-bronset i Vancouver 2010

- 1952 - Slutade sjua
- 1956 - Deltog inte
- 1960 - Slutade sjua
- 1964 - Slutade sexa
- 1968 - Slutade femma
- 1972 - Slutade femma
- 1976 - Slutade fyra
- 1980 - Slutade fyra
- 1984 - Slutade sexa
- 1988 - Silver
- 1992 - Slutade sjua
- 1994 - Brons
- 1998 - Brons
- 2002 - Slutade sexa
- 2006 - Silver
- 2010 - Brons
- 2014 - Brons
- 2018 - Slutade sexa
- 2022 - Guld

## Canada Cup/World Cup i ishockeygenom tiderna
- Canada Cup 1976 - Slutade sexa
- Canada Cup 1981 - Slutade sexa
- Canada Cup 1984 - Kvalificerade sig inte
- Canada Cup 1987 - Slutade sexa
- Canada Cup 1991 - Slutade trea
- World Cup 1996 - Förlorade kvartsfinal
- World Cup 2004 - Förlorade final
- World Cup 2016 - Åttonde plats

## Världsmästerskapet i ishockey för herrargenom tiderna

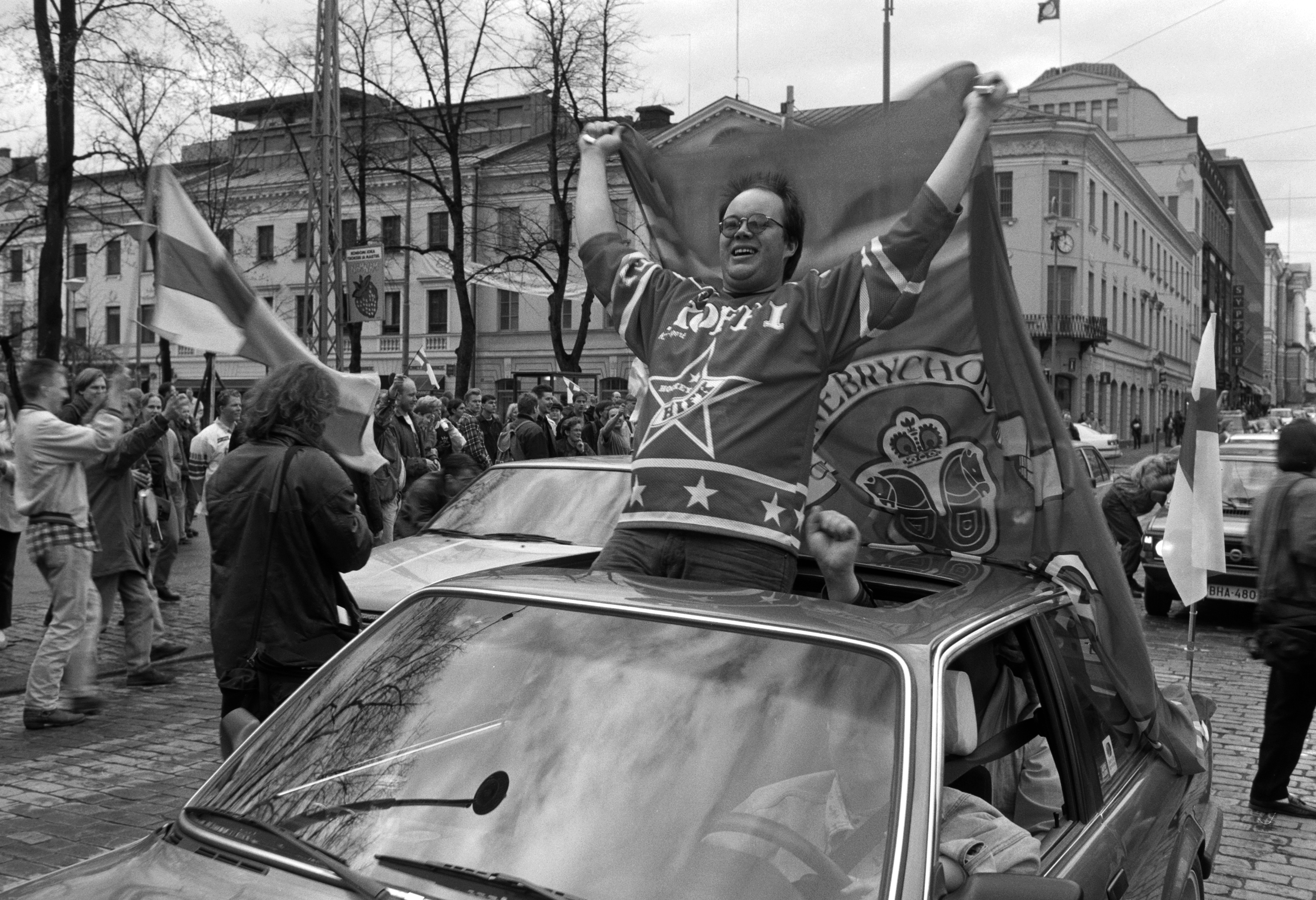
1995 VM-guldet firande i Helsingfors, några timmar efter finalen

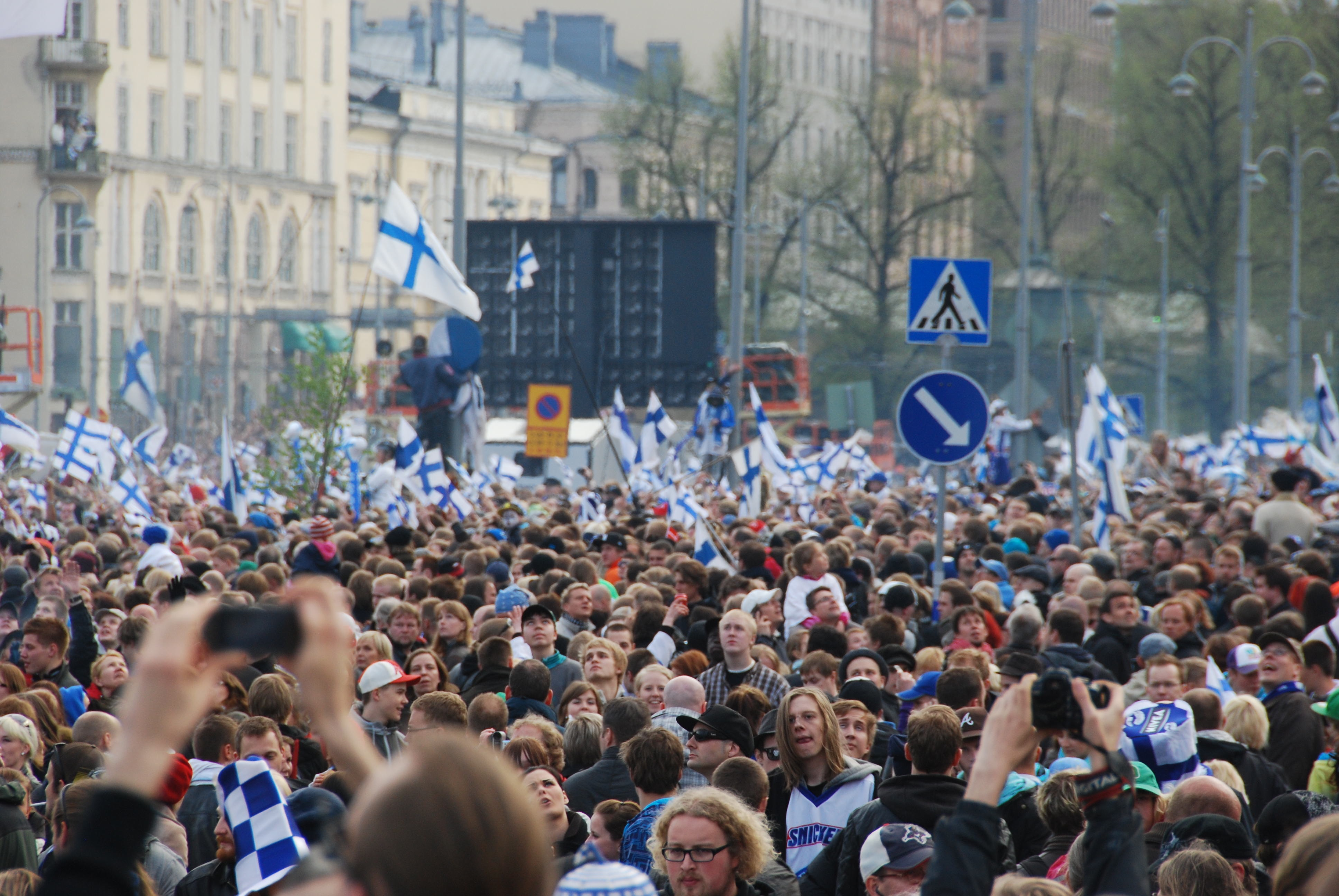
2011 VM-guldet firande i Helsingfors

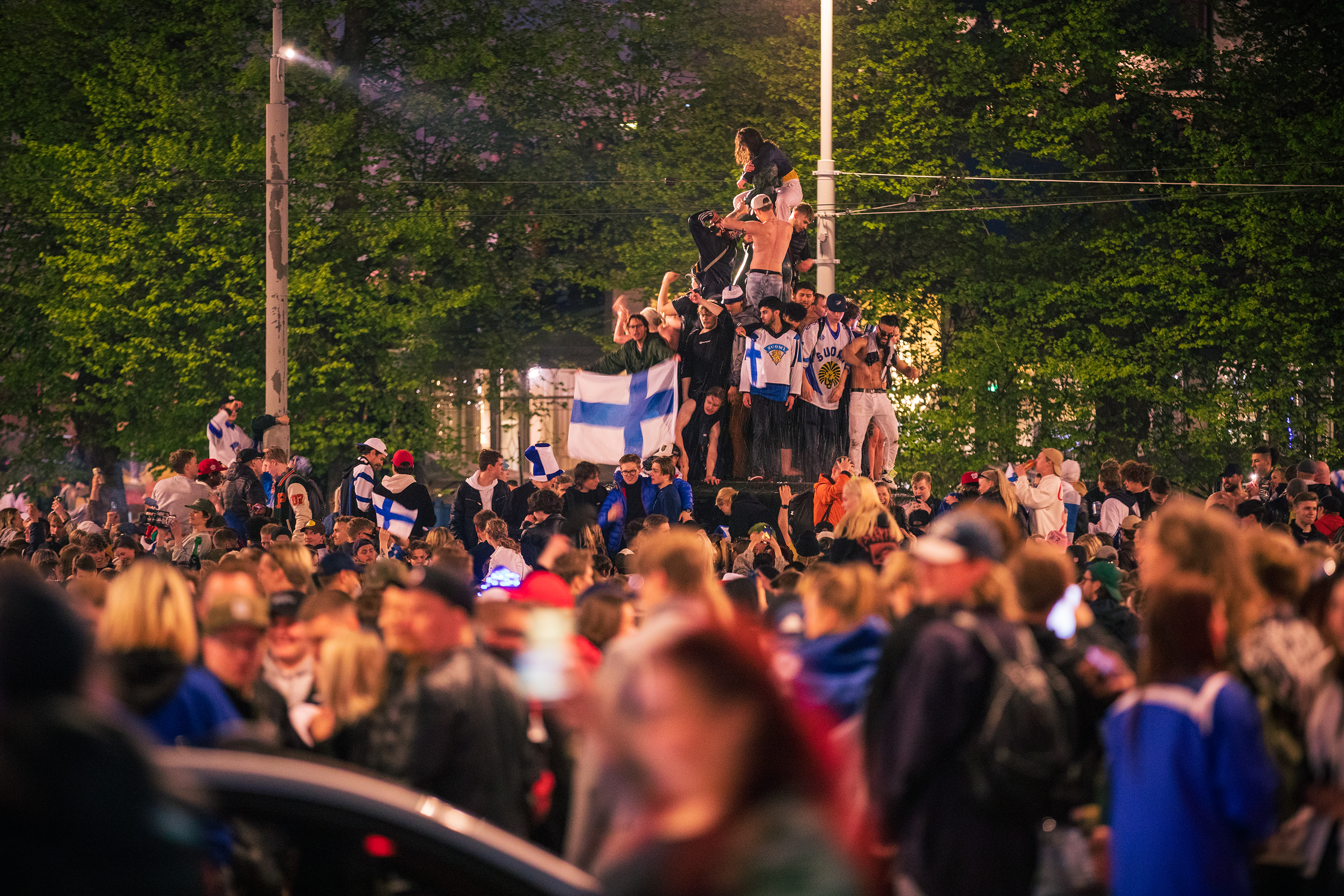
Folkmassor samlades runt efter 2022 VM-guldet i ishockey i Gardesstaden,
Helsingfors

| - 1939 - Slutade fjortonde - 1949 - Slutade sjua - 1950 - Deltog inte - 1951 - Slutade sjua - 1953 - Deltog inte - 1954 - Slutade sexa - 1955 - Slutade nia - 1957 - Slutade femma - 1958 - Slutade sexa - 1959 - Slutade sexa - 1961 - Slutade sjua - 1962 - Slutade fyra - 1963 - Slutade femma - 1965 - Slutade sjua - 1966 - Slutade sjua - 1967 - Slutade sexa - 1969 - Slutade femma - 1970 - Slutade fyra | - 1971 - Slutade fyra - 1972 - Slutade fyra - 1973 - Slutade fyra - 1974 - Slutade fyra - 1975 - Slutade fyra - 1976 - Slutade femma - 1977 - Slutade femma - 1978 - Slutade sjua - 1978 - Slutade femma - 1981 - Slutade sexa - 1982 - Slutade femma - 1983 - Slutade sjua - 1985 - Slutade femma - 1986 - Slutade fyra - 1987 - Slutade femma - 1989 - Slutade femma - 1990 - Slutade sexa | - 1991 - Slutade femma - 1992 - Silver - 1993 - Slutade sjua - 1994 - Silver - 1995 - Guld - 1996 - Slutade femma - 1997 - Slutade femma - 1998 - Silver - 1999 - Silver - 2000 - Brons - 2001 - Silver - 2002 - Slutade fyra - 2003 - Slutade femma - 2004 - Slutade sexa - 2005 - Slutade sjua - 2006 - Brons - 2007 - Silver | - 2008 - Brons - 2009 - Slutade femma - 2010 - Slutade sexa - 2011 - Guld - 2012 - Slutade fyra - 2013 - Slutade fyra - 2014 - Silver - 2015 - Slutade sexa - 2016 - Silver - 2017 - Slutade fyra - 2018 - Slutade femma - 2019 - Guld - 2021 - Silver - 2022 - Guld - 2023 - Sjunde plats |

## Europamästerskapgenom tiderna
- 1929 till 1938 - Deltog inte
- 1939 - Tolva
- 1947 till 1948 - Deltog inte
- 1949 - Femma
- 1950 - Deltog inte
- 1951 - Femma
- 1952 - Femma
- 1952 - Deltog inte
- 1954 - Femma
- 1955 - Sjua
- 1956 - Deltog inte
- 1957 - Fyra
- 1958 - Fyra
- 1959 - Fyra
- 1960 - Femma
- 1961 - Femma
- 1962 - Silver
- 1963 - Fyra
- 1964 - Fyra
- 1965 - Femma
- 1966 - Sjua
- 1967 - Sexa
- 1967 - Sexa
- 1968 - Fyra
- 1969 - Fyra
- 1970 - Fyra

## VM-statistik

### 1939-2006
| VM-turneringar    | Matcher | Segrar | Oavgjorda | Förluster | Gjorda mål | Insläppta mål | Poäng |
| ----------------- | ------- | ------ | --------- | --------- | ---------- | ------------- | ----- |
| A-VM              | 438     | 178    | 52        | 208       | 1468       | 1674          | 408   |
| B-VM/Division I   | 0       | 0      | 0         | 0         | 0          | 0             | 0     |
| C-VM/Division II  | 0       | 0      | 0         | 0         | 0          | 0             | 0     |
| D-VM/Division III | 0       | 0      | 0         | 0         | 0          | 0             | 0     |

### 2007 -
| VM-turneringar | Matcher | Segrar | Förluster | Sudden deaths-/Straffläggningssegrar | Sudden deaths-/Straffläggningsförluster | Gjorda mål | Insläppta mål | Poäng |
| -------------- | ------- | ------ | --------- | ------------------------------------ | --------------------------------------- | ---------- | ------------- | ----- |
| VM             | 79      | 41     | 18        | 14                                   | 3                                       | 230        | 162           | 154   |
| Division I     | 0       | 0      | 0         | 0                                    | 0                                       | 0          | 0             | 0     |
| Division II    | 0       | 0      | 0         | 0                                    | 0                                       | 0          | 0             | 0     |
| Division III   | 0       | 0      | 0         | 0                                    | 0                                       | 0          | 0             | 0     |

- ändrat poängsystem efter VM 2006, där seger ger 3 poäng istället för 2 och att matcherna får avgöras genom sudden death (övertid) och straffläggning vid oavgjort resultat i full tid. Vinnaren får där 2 poäng, förloraren 1 poäng.

## Finlands ishockeylandslag iIshockey-VM 2008
| Position | Nummer | Spelare           | Lag                 |
| -------- | ------ | ----------------- | ------------------- |
| GK       | 31     | Karri Rämö        | Tampa Bay Lightning |
| GK       | 32     | Niklas Bäckström  | Minnesota Wild      |
| GK       | 35     | Petri Vehanen     | Lukko               |
| D        | 4      | Ville Koistinen   | Nashville Predators |
| D        | 6      | Ossi Väänänen     | Philadelphia Flyers |
| D        | 7      | Antti-Jussi Niemi | Frölunda HC         |
| D        | 27     | Mikko Jokela      | Jokerit             |
| D        | 33     | Anssi Salmela     | Atlanta Thrashers   |
| D        | 40     | Sami Lepistö      | Phoenix Coyotes     |
| F        | 8      | Teemu Selänne     | Anaheim Ducks       |
| F        | 9      | Mikko Koivu A     | Minnesota Wild      |
| F        | 10     | Esa Pirnes        | Färjestad BK        |
| F        | 11     | Saku Koivu        | Montreal Canadiens  |
| F        | 12     | Olli Jokinen A    | Florida Panthers    |
| F        | 15     | Tuomo Ruutu       | Carolina Hurricanes |
| F        | 16     | Ville Peltonen C  | Florida Panthers    |
| F        | 18     | Hannes Hyvönen    | Oulun Kärpät        |
| F        | 20     | Sean Bergenheim   | NY Islanders        |
| F        | 23     | Riku Hahl         | Timrå IK            |
| F        | 36     | Jussi Jokinen     | Tampa Bay Lightning |
| F        | 37     | Mika Pyörälä      | Timrå IK            |
| F        | 38     | Antti Pihlström   | Milwaukee Admirals  |
| F        | 39     | Niko Kapanen      | Phoenix Coyotes     |